# User Experience
Der Begriff User Experience (Abkürzung UX, deutsch wörtlich ‚Nutzererfahrung‘ oder ‚Nutzererlebnis‘, besser ‚Nutzungserlebnis‘ – nach Norm DIN EN ISO 9241 Teil 210 heißt es ‚Benutzererlebnis‘) umschreibt alle Aspekte der Eindrücke und das Erlebnis eines Nutzers bei der Interaktion mit einem Produkt, Dienst, einer Umgebung oder Einrichtung. Dazu zählen auch Software und IT-Systeme. Der Begriff User Experience kommt meist im Zusammenhang mit der Gestaltung von Websites oder Apps zur Anwendung, umfasst jedoch jegliche Art der Produktinteraktion, also auch die nicht-digitale, physische Nutzung. 
Abzugrenzen ist UX von der Usability (Gebrauchstauglichkeit (Produkt), Software-Ergonomie), auch wenn aufgrund der Zusammenhänge Usability & User Experience (UUX) häufig zusammen genannt werden und Usability von einigen als Teilaufgabe der UX verstanden wird.
Berufsfelder der User Experience sind beispielsweise UX Researcher, UX Designer, UX Strategen oder UX Writer. In Deutschland vertritt der Berufsverband German UPA e. V. die Interessen dieser User Experience Professionals. In der Schweiz ist es der Berufsverband UX Schweiz. Der wichtigste Kongress zur User Experience in Deutschland ist die Mensch und Computer, die von der Gesellschaft für Informatik und der German UPA organisiert wird.

## Ziel und nähere Definition
User Experience spielt eine große Rolle bei der Produkt- und Serviceentwicklung. In vielen Bereichen gilt der vorchristliche römische Ingenieur Vitruv als erster Architekt und Designer, der mit den Begriffen firmitas ‚Festigkeit‘, utilitas, deutsch ‚Nützlichkeit‘, englisch Usability und venustas ‚Schönheit‘ die Kriterien für das Nutzerlebnis definiert hat, wenn es auch damals noch eher auf Gebäude ausgerichtet war.
Wenn die Erwartungen eines Benutzers erfüllt werden, ist es angenehm, ein Produkt zu benutzen. Je nach Art des Produktes manifestieren sich die drei Kriterien etwas anders. Während bei einem Haus Festigkeit bedeutet, dass es nicht zusammenfällt, heißt es für Software, dass sie nicht abstürzt oder nicht gehackt werden kann, und für ein Auto, dass es nicht reparaturanfällig ist.
Bei einem Haus sind ganz andere Funktionen nützlich als z. B. bei einem Kochherd, oder bei einem komplexen Computerspiel. Dabei zählt nicht nur, dass die Funktionen einfach zugänglich sind, sondern auch ob die Funktionalität vorhanden ist. Wenn beispielsweise ein Auto ein zusätzliches Gaspedal hat, aber keine Bremse, dann ist es weniger nützlich.
Ein Erlebnis wird nach dem ganzheitlichen Verständnis der User Experience auch durch die Schönheit und die Emotionalität der Erfahrung geprägt. Bei diesem Kriterium sind solche Maßstäbe nicht für jedes Produkt von gleicher Bedeutung: Während Schönheit bei einem Tabellenkalkulationsprogramm allein wahrscheinlich nicht überzeugen wird, steht Ästhetik beim Entwurf von Kleidung möglicherweise im Vordergrund.
Nicht zuletzt prägt die Wahl der jeweiligen Textsorte auch die Art und Weise sowie unter Umständen gar den Erfolg eines spezifischen Informationstransfers (Medienadäquatheit). 
User Experience wird auch in der DIN EN ISO 9241-210 definiert. Hier wird User Experience über die Wahrnehmungen und Reaktionen einer Person, die sich bei der Benutzung oder der erwarteten Verwendung eines Produktes ergeben, definiert. Dazu gehören die Emotionen des Nutzers, die psychologischen und physiologischen Reaktionen, die Erwartungen und das Verhalten. User Experience wird als eine Konsequenz aufgefasst, beeinflusst von der Gestaltung, Funktionalität und Leistungsmerkmalen eines Produktes. Ebenso können auch Vorkenntnisse und Eigenschaften des jeweiligen Nutzers eine Rolle spielen sowie auch die Markenwahrnehmung oder der Kontext der Nutzung.

## Geschichte
Frühe Entwicklungen in der Benutzererfahrung lassen sich bis ins Maschinenzeitalter, das das 19. und frühe 20. Jahrhundert umfasst, zurückverfolgen. Das Streben nach Verbesserung von Montageprozessen führte zur Steigerung der Produktionseffizienz und des Outputs durch technologische Fortschritte, wie z. B. die Massenproduktion hochvolumiger Güter auf Fließbändern, Hochgeschwindigkeitsdruckpressen, große Wasserkraftwerke sowie Funktechnologie.
Frederick Winslow Taylor und Henry Ford standen bei der Erforschung neuer Wege zur effizienteren und produktiveren Gestaltung der menschlichen Arbeit an vorderster Front. Taylors bahnbrechende Forschung über die Effizienz der Arbeitsabläufe und des durch sie begründeten Taylorismus ist hierfür ein Beispiel.
Der Begriff der Benutzererfahrung wurde Mitte der 1990er Jahre von Donald Norman verbreitet. Er hatte nie die Absicht, den Begriff „Benutzererfahrung“ auf die affektiven Aspekte der Nutzung zu beschränken. Ein Überblick über seine früheren Arbeiten legt nahe, dass der Begriff „Benutzererfahrung“ verwendet wurde, um emotionale Faktoren zusätzlich zu verhaltensbezogenen zu berücksichtigen. In einem Interview im Jahr 2007 erörterte Norman die weit verbreitete Verwendung des Begriffs „Benutzererfahrung“ und seine unpräzise Bedeutung als Folge davon.
Mehrere Entwicklungen beeinflussten den Anstieg des Interesses an der Benutzererfahrung.
- Jüngste Fortschritte in der mobilen, allgegenwärtigen, sozialen und greifbaren Computertechnologie haben die Mensch-Computer-Interaktion in praktisch alle Bereiche menschlicher Aktivitäten gebracht. Dies hat zu einer Verlagerung weg vom Usability Engineering hin zu einem viel reichhaltigeren Bereich der Benutzererfahrung geführt, in dem den Gefühlen, Motiven und Werten der Nutzer ebenso viel, wenn nicht sogar mehr Aufmerksamkeit geschenkt wird als der Effizienz, Effektivität und subjektiven Zufriedenheit (d. h. den drei traditionellen Usability-Maßen).[10][11]
- Bei der Website-Gestaltung war es wichtig, die Interessen der verschiedenen Beteiligten zu vereinen: Marketing, Markenbildung, visuelle Gestaltung und Benutzerfreundlichkeit. Marketing- und Branding-Leute mussten in die interaktive Welt einsteigen, in der die Benutzerfreundlichkeit wichtig war. Die Benutzerfreundlichkeits-Leute mussten bei der Website-Gestaltung Marketing, Markenbildung und ästhetische Bedürfnisse berücksichtigen. User Experience bot eine Plattform, um die Interessen aller Beteiligten abzudecken: Websites sollten einfach zu benutzen, wertvoll und effektiv für die Besucher sein. Aus diesem Grund konzentrieren sich mehrere frühe Veröffentlichungen zur Nutzererfahrung auf die Website-Nutzererfahrung.[12][13][14]

Benutzererfahrung stellt eine Erweiterung und Ausdehnung des Themas Benutzerfreundlichkeit dar, in dem sie die ganzheitliche Perspektive, wie eine Person sich bei der Benutzung eines Systems fühlt, mit einzubeziehen. Der Fokus liegt dabei auf Vergnügen und Wert sowie auf der Leistung. Die genaue Definition, der Rahmen und die Elemente der Benutzererfahrung, entwickeln sich immer noch weiter.
Die Benutzererfahrung eines interaktiven Produkts oder einer Website wird normalerweise durch eine Reihe von Methoden gemessen, darunter Fragebögen, Fokusgruppen, beobachtete Usability-Tests und andere Methoden. Ein frei verfügbarer Fragebogen (verfügbar in mehreren Sprachen) ist der User Experience Questionnaire (UEQ).
Der Google Ngram Viewer zeigt, dass der Begriff seit den 1930er Jahren verwendet wurde: „Er schlug vor, dass mehr Follow-up auf diesem Gebiet vom Benutzer begrüßt würde und ein Mittel wäre, die Ergebnisse der Benutzererfahrung in das Design neuer Maschinen einfließen zu lassen“. Die Verwendung des Begriffs im Zusammenhang mit Computersoftware geht ebenfalls bis in die Zeit vor Norman zurück.

## Komponenten
User Experience Design ist ein multidisziplinäres Feld, das Erkenntnisse u. a. aus visuellem Design, Mensch-Computer-Interaktion, Psychologie, Rezeptionsforschung und Software-Entwicklung verbindet. Die folgenden Komponenten sind essentielle Bestandteile des User Experience Designs:

### Visuelles Design
Visuelles Design – oder auch Grafikdesign, UI Design oder Kommunikationsdesign – beschreibt die Ästhetik des Endprodukts. Visuelles Design benutzt Farben, Bilder und Symbole, um den Rezipienten zu erreichen. Es ist die abschließende Ebene des User Experience Design Prozesses.
Die Benutzeroberflächen (UI) und die Benutzererfahrung (UX) stehen in einer kausalen Ursache-Wirkung Relation zueinander. Jedoch sollte beachtet werden, dass die Oberflächengestaltung (UI) nicht alleiniger „Ursache“-Faktor für die Benutzererfahrung ist. Auch andere Faktoren wie die Benutzer (User) selbst und deren Umgebung (Environment) beeinflussen die Benutzererfahrung (UX) im kausalen Zusammenhang dramatisch. Mit anderen Worten, die Gestaltung von Benutzeroberflächen ist nicht die einzige Möglichkeit, um die UX zu beeinflussen.

### Informationsarchitektur
Informationsarchitektur umfasst das Strukturieren und Organisieren von Informationen, sodass der Nutzer sie möglichst intuitiv finden kann. Dabei beschäftigt sich Informationsarchitektur außerdem mit der Kategorisierung und Benennung von Inhalten sowie der Funktionsweise von Suchmaschinen und dafür notwendigen Metadaten. Um Inhalte den Nutzern zugänglich zu machen, erstellen Informationsarchitekten außerdem Navigations-Konzepte, beispielsweise für Menüs auf Webseiten.

### Interaktionsdesign
Interaktionsdesign ist ein essentieller Teil von User Experience Design und fokussiert sich auf sämtliche Interaktionen zwischen einem Produkt und seinen Nutzern. Ziel ist es, Produkte zu entwickeln, die intuitiv und effizient nutzbar sind, und so zu einem positiven Gesamterlebnis beitragen. Interaktionsdesigner befassen sich tiefgehend mit Nutzerforschung, um Erwartungen und Bedürfnisse ihrer Zielgruppen zu erfassen.

### Usability
Usability (zu deutsch wörtlich Gebrauchstauglichkeit) beschreibt, inwiefern ein Produkt den Nutzer dabei unterstützt, seine Ziele in einem bestimmten Nutzungskontext zu erreichen. Je effektiver, effizienter und einfacher die Bedienung eines Produktes, desto höher ist dessen Usability. Die Usability ist ein objektives Designqualitätsmerkmal, das durch externe Usability-Tests gemessen werden kann. Jedoch vernachlässigt die Usability die subjektive Wahrnehmung des Nutzers und fokussiert sich mehr auf die Probleme der eigentlichen Interaktion. Die User Experience besteht aus der Kombination dreier Faktoren: der Verwendungsqualität, welches ein Systemattribut ist, den Benutzereigenschaften und den Verwendungsbedingungen, welche keine Systemattribute sind. Ein Unterpunkt der Usability ist das sogenannte UX-Writing, bei dem Worte (die sogenannte Microcopy) den User weiter dabei unterstützen, in einer Benutzeroberfläche schnellstmöglich an sein Ziel zu gelangen.

### Psychologische Prozesse
Viele psychologische Prozesse und Mechanismen beeinflussen die User Experience mit einem Produkt. Zu den wichtigsten gehören motivationale, emotionale und persuasive Prozesse. So kann das Verhalten von Nutzerinnen und Nutzern durch Gestaltung beeinflusst werden, in dem motivationale Prozesse genutzt werden die intrinsische Motivation auslösen. Emotionale Produktqualität bietet in vielen Bereichen ein Alleinstellungsmerkmale. Eine hohe emotionale Bindung zu einem Produkt geht mit höherer Nutzungsdauer und längerer Besitzdauer einher – Nutzer, die eine emotionale Bindung zum Produkt haben, sind außerdem zufriedener. Es gibt diverse psychologische Muster, die in der Gestaltung von persuasiven Technologien angewandt werden. Solche Methoden beinhalten beispielsweise die (künstliche) Verknappung eines Produktes, das Aktivieren kognitiver Dissonanz für Marketingzwecke, das intentionale Auslösen von Heuristiken oder das Verschleiern von Intentionen durch unverständliche Erklärungen (etwa bei Datenschutzerklärungen).

## Der menschzentrierte Designprozess

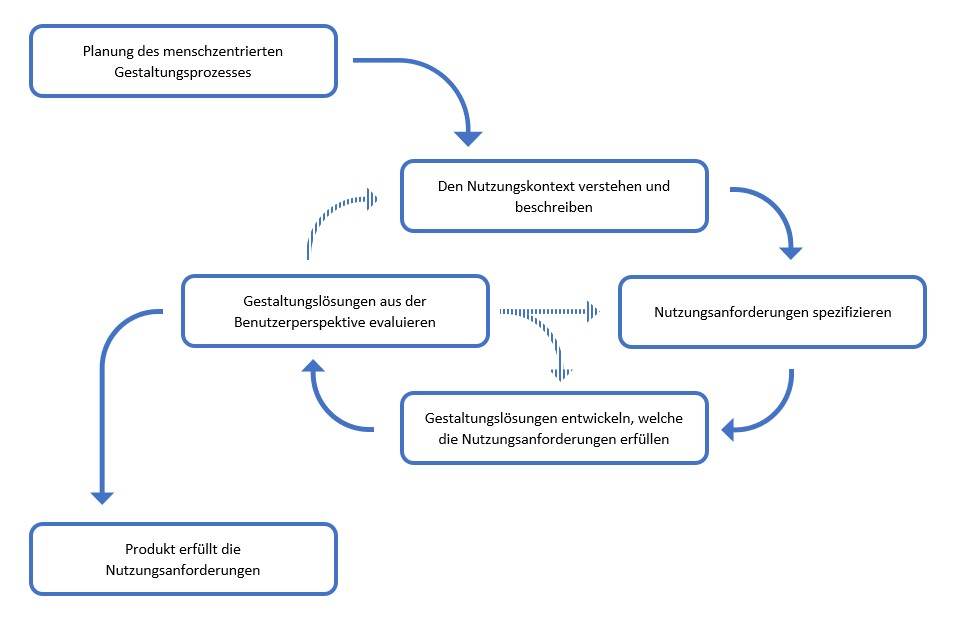
Prozess der menschzentrierten Gestaltung nach ISO 9241-210

Der menschzentrierte Designprozess beschreibt ein prozesshaftes Vorgehen, mit dem nach ISO 9241-210 eine möglichst gute User Experience erzielt werden kann. Dafür eignet sich ein iterativer Ansatz, um zu überprüfen, ob die Nutzerbedürfnisse durch das entwickelte Produkt tatsächlich erfüllt werden.
1. Planung des menschzentrierten Gestaltungsprozesses
2. Den Nutzungskontext verstehen und beschreiben (bspw. durch die Verwendung von Fragebögen und Interviews oder Nutzung des Double-Diamond-Prozesses)
3. Nutzungsanforderungen spezifizieren
4. Gestaltungslösungen entwickeln, welche die Nutzungsanforderungen erfüllen (bspw. durch Entwicklung von Storyboards, Wireframes und Mockups etc.)
5. Gestaltungslösungen aus der Benutzerperspektive evaluieren (bspw. durch Usability-Test etc.)

Nach Punkt 5 wird geschaut, ob es weitere Iterationen braucht, um das Produkt zu verbessern. Dann geht es wieder zurück zu Punkt 2–4. Erfüllt das Produkt die Nutzungsanforderungen, kann der Zyklus als abgeschlossen bewertet werden. 

## Beispiel: Messen von User Experience einer Webseite
Die drei oben genannten Kriterien (Festigkeit bzw. Stabilität, Nützlichkeit und Schönheit) können gemessen werden. Bei der Stabilität oder einer minimalen Antwortzeit ist das noch relativ einfach. Das Messen der beiden anderen Kriterien ist aufwändiger. Es stehen verschiedene Methoden zur Verfügung, u. a. die Blickerfassungsmethode, bei der die spontane Wahrnehmung der Website über die Augenbewegung des Benutzers gemessen wird. Auch Benutzerbefragungen anhand standardisierter Fragebögen sind üblich. Verwendet werden hierzu beispielsweise der AttrakDiff oder der UEQ (User Experience Questionnaire). Problematisch ist die Erfassung der User Experience mit Items oder nicht validierten Ad-hoc-Skalen. User Experience ist ein mehrdimensionales Konstrukt, das nur schwer über eine einzige Frage erfasst werden kann. Weiterhin ergeben sich Probleme der Reliabilität aufgrund der hohen Gefahr für Messfehler bei Ein-Item-Skalen. Bei nicht validierten Ad-hoc-Skalen ist unklar, was diese eigentlich messen, solange keine Validierung stattgefunden hat. Eine wichtige Entwicklung ist die vermehrte Anwendung von Mixed-Methods Studiendesigns zur Messung der User Experience eines Produkts.
In der Praxis sind bei der Validierung der User Experience Fragen wichtig wie: „Wie schnell vermittelt sich dem User Sinn, Konzept und Zweck einer Website?“